# Чоловіки (фільм, 1950)
«Чоловіки» (англ. The Men) — кінофільм режисера Фреда Циннеманна, що вийшов на екрани в 1950 року. Акторський дебют Марлона Брандо.

## Сюжет
У результаті поранення на фронті лейтенант Кен Вільчек отримує параліч нижніх кінцівок. Надії на видужання практично немає, що викликає у хворого жорстоку депресію. Надіючись якось розвіяти важкі думки Кена, лікар Брок переводить його в палату, де перебуває велика кількість колишніх солдат з аналогічними травмами. Тим часом в лікарні з'являється Еллен, колишня наречена Кена, відторгнута ним після поранення. Вона виявляється достатньо наполегливою, щоби перебороти песимізм свого нареченого, і незабаром разом із лікарем їй вдається розбудити в молодій людині бажання жити...

## У ролях
- Марлон Брандо — Кен
- Тереза Райт — Еллен
- Еверетт Слоун — лікар Брок
- Джек Вебб — Норман
- Річард Ердман — Лео
- Артур Хурадо — Анхель
- Вірджинія Фармер — сестра Роббінс
- Дороті Трі — мати Еллен
- Говард Сент-Джон — батько Еллен

## Нагороди та номінації
- 1950 — потрапляння в десятку найкращих фільмів року за версією Національної ради кінокритиків США.
- 1951 — номінація на премію «Оскар» за найкращий сценарій (Карл Форман).
- 1951 — номінація на премію BAFTA за найкращий фільм.
- 1951 — премія Гільдії сценаристів США за найкращий сценарій, що звертається до проблем американського життя (Карл Форман), а також номінація в категорії «найкраща американська драма».
- 1952 — премія «Юссі» найкращому зарубіжному актору (Марлон Брандо).